# Дискография Кид Рока
Американский музыкант Кид Рок выпустил 12 студийных альбомов, один сборник, два мини-альбома и один концертный альбом. Его дебютный альбом, Grits Sandwiches for Breakfast, был выпущен на лейбле Jive Records в 1990 году. Впоследствии музыкант выпустил ещё два альбома, но по-прежнему оставался в андеграунде, пока он не создал свой собственный лейбл Top Dog Records и не выпустил альбом Devil Without a Cause 18 августа 1998 года на лейбле Atlantic Records. Альбом получил «бриллиантовый» статус от RIAA и разошёлся тиражом в 11 миллионов копий в Соединённых Штатах. С 1999 по 2000 год он выпустил четыре сингла, ставшие хитами: «Bawitdaba», «Cowboy», «Only God Knows Why» и «American Bad Ass».
Cocky был выпущен в 2001 году вслед за Devil Without a Cause и разошёлся тиражом в 5 миллионов копий, за ним последовали альбомы Kid Rock 2003 года и Live Trucker 2006 года. Live Trucker стал первым концертным альбомом, получившим «золотой» статус и разошедшимся тиражом более 600 000 копий. В 2007 году Кид Рок выпустил альбом Rock n Roll Jesus, который был сертифицирован как трижды «платиновый». В 2008 году Кид Рок выпустил сингл «All Summer Long», который достиг 1-го места в чартах восьми стран и достиг 23-го места в Соединённых Штатах. Альбом Born Free был выпущен в 2010 году и стал «платиновым».
По состоянию на декабрь 2013 года Кид Рок продал 25 миллионов копий альбомов в США и более 35 миллионов по всему миру. Кид Рок сохраняет умеренный успех с постоянными выпусками LP по состоянию на 2017 год.

## Студийные альбомы
| Название                       | Информация альбома                                                                   | Позиции в хит-парадах | Позиции в хит-парадах | Позиции в хит-парадах | Позиции в хит-парадах | Позиции в хит-парадах | Позиции в хит-парадах | Позиции в хит-парадах | Позиции в хит-парадах | Позиции в хит-парадах | Позиции в хит-парадах | Сертификации |
| Название                       | Информация альбома                                                                   | US                    | AUS                   | AUT                   | CAN                   | FRA                   | GER                   | NLD                   | NZ                    | SWI                   | UK                    | Сертификации |
| ------------------------------ | ------------------------------------------------------------------------------------ | --------------------- | --------------------- | --------------------- | --------------------- | --------------------- | --------------------- | --------------------- | --------------------- | --------------------- | --------------------- | --- |
| Grits Sandwiches for Breakfast | - Выпущен: 27 ноября 1990 - Лейбл: Jive, Top Dog - Формат: CD, CS, ЦД                | —                     | —                     | —                     | —                     | —                     | —                     | —                     | —                     | —                     | —                     | |
| The Polyfuze Method            | - Выпущен: 16 марта 1993 - Лейбл: Continuum, Top Dog - Формат: CD, CS                | —                     | —                     | —                     | —                     | —                     | —                     | —                     | —                     | —                     | —                     | |
| Early Mornin' Stoned Pimp      | - Выпущен: 9 января 1996 - Лейбл: Top Dog - Формат: CD, CS                           | —                     | —                     | —                     | —                     | —                     | —                     | —                     | —                     | —                     | —                     | |
| Devil Without a Cause          | - Выпущен: 18 августа 1998 - Лейбл: Lava, Atlantic, Top Dog - Формат: CD, CS, ЦД, LP | 4                     | 79                    | 28                    | 17                    | —                     | 82                    | —                     | 14                    | —                     | 172                   | - RIAA: 11× Платиновый (бриллиантовый) - BPI: Серебряный - MC: 4× Платиновый - RIANZ: Золотой                                    |
| Cocky                          | - Выпущен: 20 ноября 2001 - Лейбл: Atlantic, Top Dog - Формат: CD, LP, ЦД            | 3                     | 21                    | 10                    | —                     | —                     | 15                    | —                     | 7                     | 30                    | 137                   | - RIAA: 5× Платиновый - MC: 2× Платиновый                                                                                        |
| Kid Rock                       | - Выпущен: 11 ноября 2003 - Лейбл: Atlantic, Top Dog - Формат: CD, ЦД                | 8                     | 97                    | —                     | —                     | —                     | —                     | —                     | —                     | —                     | —                     | - RIAA: Платиновый - MC: Золотой                                                                                                 |
| Rock n Roll Jesus              | - Выпущен: 9 октября 2007 - Лейбл: Atlantic, Top Dog - Формат: CD, LP, ЦД            | 1                     | 9                     | 2                     | 4                     | 58                    | 5                     | 19                    | 21                    | 4                     | 4                     | - RIAA: 3× Платиновый - ARIA: Золотой - BPI: Золотой - BVMI: Золотой - IFPI AUT: Золотой - IFPI SWI: Золотой - MC: 2× Платиновый |
| Born Free                      | - Выпущен: 16 ноября 2010 - Лейбл: Atlantic, Top Dog - Формат: CD, ЦД                | 5                     | 63                    | 7                     | 11                    | —                     | 9                     | —                     | —                     | 7                     | 139                   | - RIAA: Платиновый - MC: Золотой                                                                                                 |
| Rebel Soul                     | - Выпущен: 19 ноября 2012 - Лейбл: Atlantic, Top Dog - Формат: CD, ЦД                | 5                     | —                     | 26                    | 10                    | —                     | 24                    | —                     | —                     | 12                    | 157                   | - RIAA: Золотой |
| First Kiss                     | - Выпущен: 24 февраля 2015 - Лейбл: Warner Bros., Top Dog - Формат: CD, LP, ЦД       | 2                     | 45                    | 9                     | 2                     | —                     | 16                    | —                     | —                     | 5                     | 52                    | |
| Sweet Southern Sugar           | - Выпущен: 3 ноября 2017 - Лейбл: Broken Bow, Top Dog, BMG - Формат: CD, ЦД          | 8                     | —                     | 64                    | 15                    | —                     | 88                    | —                     | —                     | 43                    | —                     | |
| Bad Reputation                 | - Выпущен: 21 марта 2022 - Лейбл: Top Dog - Формат: CD, ЦД                           | 124                   | —                     | —                     | —                     | —                     | —                     | —                     | —                     | —                     | —                     | |
| «—» альбом не попал в чарт     |                                                                                      |                       |                       |                       |                       |                       |                       |                       |                       |                       |                       | |

## Мини-альбомы
| Название                                          | Информация EP                                                              | Места в чартах |
| Название                                          | Информация EP                                                              | US             |
| ------------------------------------------------- | -------------------------------------------------------------------------- | -------------- |
| Your Mama Presents Kid Rock's Triple Maxi Pad 12" | - Выпущен: 16 февраля 1990 - Лейбл: Jive, Top Dog - Формат: LP, CS, CD, ЦД | —              |
| Fire It Up                                        | - Выпущен: 1 декабря 1993 - Лейбл: Continuum, Top Dog - Формат: CD, CS, LP | —              |
| Racing Father Time                                | - Выпущен: 16 ноября 2010 - Лейбл: Atlantic, Top Dog - Формат: CD, ЦД      | 154            |
| «—» EP не попал в чарт                            |                                                                            |                |

## Комментарии
1. ↑  Sweet Southern Sugar did not enter the NZ Top 40 Albums Chart, but peaked at number 10 on the NZ Heatseeker Albums Chart.[25]